# Scopi
Lo Scopi (3.190 m s.l.m.) è una montagna delle Alpi dell'Adula nelle Alpi Lepontine.

## Descrizione
Si trova in Svizzera lungo la linea di confine tra il Canton Ticino ed il Canton Grigioni, poco ad oriente del Passo del Lucomagno e nelle vicinanze del Gruppo dell'Adula posto più a sud-est. Sulla vetta è presente una stazione di rilevamento radar FLORAKO, appartenente all'esercito svizzero. Una teleferica militare collega la cima della montagna con la diga sottostante.

## Salita alla vetta
Si può salire sulla montagna partendo dal Passo del Lucomagno.